# Iwan Kutiakow
Iwan Siemionowicz Kutiakow, ros. Иван Семёнович Кутяков (ur. styczeń 1897 w Szałaszach, zm. 28 lipca 1938 w Moskwie) – rosyjski i radziecki wojskowy, komkor, ofiara stalinowskiej czystki w Armii Czerwonej.

## Życiorys

### Pochodzenie, udział w rewolucji 1917 r. i wojnie domowej
Pochodził z rodziny chłopskiej. Skończył jedynie szkołę podstawową, następnie pracował jako pastuch i robotnik rolny. W maju 1916 r. został powołany do armii rosyjskiej początkowo w stopniu szeregowca; po ukończeniu szkolenia został podoficerem 155 pułku piechoty. Po rewolucji lutowej został przewodniczącym komitetu żołnierskiego w swojej kompanii oraz członkiem komitetu żołnierskiego w swoim pułku. Za działalność rewolucyjną został aresztowany, a następnie przeniesiony do 20 Turkiestańskiego pułku i skierowany na front. Tam również działał w komitetach żołnierskich, został wybrany na przewodniczącego komitetu pułkowego, był delegatem na II Wszechrosyjski Zjazd Rad. W grudniu 1917 r., po faktycznym rozpadzie armii rosyjskiej, wrócił do rodzinnej wsi, gdzie został przewodniczącym komitetu wiejskiego.
W 1918 r. ochotniczo wstąpił do formowanej Armii Czerwonej, tworząc oddział Czerwonej Gwardii, który w maju 1918 r. przyłączył się do 2 Nikołajewskiego pułku strzeleckiego dowodzonego przez Wasilija Czapajewa. Latem 1918 r. został dowódcą tegoż pułku, a w październiku tego samego roku – dowódcą 1 brygady 25 dywizji strzeleckiej dowodzonej również przez Czapajewa. Po śmierci Czapajewa we wrześniu 1919 r. objął dowództwo dywizją i pozostawał na tym stanowisku do czerwca 1920 r. Od grudnia 1920 do stycznia 1921 r. dowodził korpusem ekspedycyjnym 4 Armii. Za udział w wojnie domowej w Rosji oraz wojnie polsko-bolszewickiej był dwukrotnie odznaczony Orderem Czerwonego Sztandaru, a w 1922 r. także Bronią Rewolucyjną.

### Dalsza kariera w Armii Czerwonej
W 1923 r. ukończył studia w Akademii Wojskowej Armii Czerwonej. Od sierpnia tegoż roku do maja roku następnego był dowódcą 2 Turkiestańskiej dywizji strzeleckiej i dowódcą Chorezmijskiej Grupy Wojsk Frontu Turkiestańskiego. Od maja do sierpnia 1924 r. dowodził 25 Krzemieńczucką dywizją strzelecką, zaś od sierpnia 1924 do stycznia 1925 r. – 3 Kazańską dywizją strzelecką. W 1924 r. po raz trzeci otrzymał Order Czerwonego Sztandaru.
W styczniu 1925 r. został zastępcą dowódcy 6 korpusu strzeleckiego, zaś od listopada 1927 do kwietnia 1928 r. dowodził 5 Witebską dywizją strzelecką. W latach 1928–1930 był dowódcą 4 korpusu strzeleckiego. W 1931 r. ukończył roczny kurs dowódców na Wojskowej Akademii Politycznej im. Nikołaja Tołmaczowa. W latach 1931–1935 był dowódcą 2 korpusu strzeleckiego. W grudniu 1935 r. został zastępcą dowódcy Nadwołżańskiego Okręgu Wojskowego. Szybszy awans w Armii Czerwonej uniemożliwił mu trudny charakter – Kutiakow był zapalczywy w ocenach i łatwo wchodził w konflikty. Poróżnił się zarówno z komisarzem obrony Klimientem Woroszyłowem, którego wielokrotnie obraził, będąc pijanym, jak i z Michaiłem Tuchaczewskim i Ijeronimem Uborewiczem. W Nadwołżańskim Okręgu Wojskowym popadł w ostry spór ze swoim bezpośrednim przełożonym, dowódcą okręgu komandarmem Pawłem Dybienką, którego niebezpodstawnie uważał za wojskowego dyletanta i nieustannie występował przeciwko niemu publicznie oraz składając skargi.
Jest autorem prac dotyczących walk z białymi na Uralu („Razgrom uralskoj biełokazaczjej armii”), walk z basmaczami w Turkiestanie („Krasnaja konnica i wozdusznyj fłot w Turkiestanie”) oraz wspomnień poświęconych Czapajewowi („S Czapajewym po uralskim stiepjam”). Napisał również krótką rozprawę Kijowskie Kanny 1920 r., w której krytycznie ocenił rolę 1 Armii Konnej w pierwszym etapie wojny polsko-bolszewickiej.
15 maja 1937 r. został aresztowany. Być może usiłował bronić się przed aresztowaniem. Przez pierwszy miesiąc w areszcie odmawiał składania zeznań obciążających kolejnych wojskowych. Ostatecznie, poddany ciężkiemu śledztwu, przyznał się do udziału w faszystowskim spisku i obciążył kolejne osoby: komkora Jepifana Kowtiucha oraz komandarmów Nikołaja Kaszyrina, Michaiła Wielikanowa i Aleksandra Siediakina. 28 lipca 1938 r. kolegium wojskowe Sądu Najwyższego ZSRR uznało go za winnego udziału w spisku wojskowych. Skazany na karę śmierci, został stracony przez rozstrzelanie tego samego dnia.
15 marca 1956 r. Iwan Kutiakow został zrehabilitowany. W Saratowie, Samarze, Pugaczowie oraz Bałakowie znajdują się ulice jego imienia.